# Фатиалофа, Питер
Папали'ителе Питер Момо Фатиалофа MNZM (англ. Papali'itele Peter Momoe Fatialofa), также известный как Пита Фатиалофа (англ. Pita Fatialofa; 26 апреля 1959 — 6 ноября 2013) — новозеландский и самоанский регбист и регбийный тренер, один из первых уроженцев Новой Зеландии, который провёл официальные тест-матчи за сборную Самоа. Капитан сборной Самоа на её первом в истории чемпионате мира.

## Биография
Отец Питера — уроженец местечка Лепа-Алеипата на Самоа, мать родилась также на Самоа. Фатиалофа родился в Окленде, на историческую родину переехал, когда учился в начальной школе. Дебютировал в возрасте 19 лет за новозеландский клуб «Графтон» из Окленда в первенстве класса B. В 1981 году перешёл в клуб «Понсонби», восемь раз с 1981 по 1985 годы завоёвывал престижный трофей — Щит Галлахера (англ. Gallaher Shield). За провинцию Окленд провёл 72 матча, с командой с 1985 по 1993 годы был бессменным победителем первенства провинций Новой Зеландии и обладателем Щита Ранфёрли — главного приза турнира.
29 октября 1988 года Фатиалофа дебютировал в матче за сборную Самоа против Ирландии, когда она совершала турне 1988 года по Уэльсу и Ирландии. В 1989 году он стал капитаном сборной и вывел её на чемпионат мира 1991 года, на котором сборная Самоа сенсационно обыграла валлийцев и вышла в четвертьфинал, проиграв там Шотландии со счётом 28:6. В составе команды он числился и на чемпионате мира 1995 года. 20 июля 1996 года в местечке Сува он провёл свою последнюю игру за команду Самоа против Фиджи. В 1996 году за вклад в развитие новозеландского регби он был награждён Орденом Заслуг по случаю Дня Рождения Королевы.
Вне игровой карьеры Фатиалофа работал в семейной компании «Fats Enterprises», которая занималась перевозкой мебели и пианино. В 1999 году Фатиалофа числился помощником тренера национальной сборной на чемпионате мира в Уэльсе, а позже тренировал несколько новозеландских команд. В 2012 году участвовал в организации визита тренера новозеландской сборной-чемпиона мира 2011 года Грэма Генри и игрока сборной Виктора Вито.
6 ноября 2013 года скоропостижно скончался от сердечной недостаточности. Оставил супругу Энн, воспитал восемь детей и 10 внуков. Его племянник — новозеландский регбист Ди Джей Форбс, чемпион Игр Содружества 2010 года.
В 2019 году Фатиалофа был посмертно включён в Зал славы World Rugby наравне с такими игроками, как Ричи Маккоу, Сииги Конно, Ос дю Рандт, сэр Грэм Генри и Диего Ормаэчеа.